# Marianne Skarpnord
Marianne Skarpnord (Sarpsborg, 11 februari 1986) is een Noorse golfprofessional. Ze speelt op de Ladies European Tour.

## Amateur
Marianne won enkele internationale toernooien.

### Gewonnen
- 2003: British Girls Championship

### Teams
- Junior Solheim Cup: 2003 (winnaars)

## Professional
Via een 16de plaats op de Tourschool kwam ze op de Europese Tour in 2005. Ondertussen speelde ze ook op de Telia Tour, waar ze in 2005 en 2006 een 2de plaats behaalde. In die twee jaren kwam ze op de Europese Tour niet hoger dan een 22ste plaats. In 2007 besloot ze alleen de Telia Tour te spelen. Ze won drie toernooien en behaalde ook nog een 2de en 3de plaats. Ze eindigde als winnaar van de Order of Merit en promoveerde terug naar de Europese Tour.
In 2008 ging het beter. Ze speelde 21 toernooien en kwalificeerde zich daarbij 18 keer voor het weekend. Ze werd 16de op de Order of Merit. In 2009 behaalde ze haar eerste overwinning. Bij het Zwitsers Open bleef ze Melissa Reid een slag voor. Daarna won ze ook nog het Italiaans Open door Laura Davies in de play-off te verslaan.
Marianne werd 2de in de Amerikaanse Tourschool en speelt sinds 2010 op de Amerikaanse LPGA Tour.

### Gewonnen

#### Europese Tour
- 2009: Deutsche Bank Ladies Swiss Open, Carta Sì Ladies Italian Open

#### Telia Tour
- 2007: Felix Finnish Ladies Open, Smådalarö Gård Open, Ekerum Ladies Masters